# Imelda Chłodna-Błach
Imelda Chłodna-Błach (ur. 12 maja 1978 w Poniatowej) – doktor habilitowany nauk humanistycznych w zakresie filozofii, pracownik Katedry Filozofii Kultury i Sztuki Katolickiego Uniwersytetu Lubelskiego Jana Pawła II.

## Kariera naukowa
Źródło:
- stopień doktora habilitowanego nauk humanistycznych w zakresie filozofii otrzymała 21 września 2016, na podstawie rozprawy: Od paidei do kultury wysokiej. Filozoficzno-antropologiczne podstawy sporu o kulturę,
- stopień doktora nauk humanistycznych w zakresie filozofii otrzymała 10 lipca 2006, na podstawie rozprawy: Krytyka systemu edukacji amerykańskiej w ujęciu Allana Blooma. Analiza podstaw filozoficzno-kulturowych, której promotorem był dr hab. Piotr Jaroszyński, prof. KUL,
- tytuł magistra filozofii otrzymała 19 czerwca 2002, na podstawie pracy magisterskiej: Wizja człowieka w pedagogice Rudolfa Steinera, której promotorem był dr hab. Piotr Jaroszyński, prof. KUL.

## Dorobek naukowy
Źródło:
Jest autorem:
- (2018). Wychowanie do cywilizacji: jaka filozofia edukacji?. Człowiek w Kulturze, 234-246
- (2018). Od geniuszu do wielkoduszności. Rola kultury w wychowaniu do patriotyzmu. Fides, Ratio et Patria. Studia Toruńskie, 346-352
- (2017). Uniwersytet katolicki w myśli św. Jana Pawła II i J. Ratzingera. Człowiek w Kulturze, 134-149
- (2016). Kobieta w świecie współczesnym. Na kanwie rozważań Stefana kardynała Wyszyńskiego. Cywilizacja, 141-149
- (2015). Solidarność jako troska społeczna – antidotum na totalitaryzm. Człowiek w Kulturze, 239-248
- (2014). José Ortega y Gasset – życie i dzieło. Człowiek w Kulturze, 451-464
- (2014). Szkolnictwo poza państwem – przeszłość i przyszłość. Cywilizacja, 64-82
- (2014). The Crisis of American Education and Reforms Proposals According to Allan Bloom. Studia Gilsoniana, 259-275
- (2013). Wpływ koncepcji edukacji na kulturę społeczeństwa. Cywilizacja, 107-113

## Odznaczenia
- Medal Komisji Edukacji Narodowej (2023)[4]